# Annick Perrot-Bishop
Annick Perrot-Bishop est une écrivaine résidant au Canada.

## Biographie
Après avoir vécu une partie de son enfance au Viêt Nam, elle part en France, y fait ses études, notamment au lycée Anatole France de Marseille, à l'École normale de musique de Paris, et à l'université d'Aix-en-Provence. Elle devient ensuite professeure de piano, puis secrétaire juridique. Elle s'installe au Canada en 1982, et vit actuellement à Victoria (Colombie Britannique).
Elle a publié de nombreux textes dans des revues canadiennes et européennes, ainsi qu'un roman, un recueil de nouvelles, quatre recueils de poésie et un volume bilingue de poèmes. Deux de ses recueils de poésie ont été republiés en France. Une partie de son œuvre a été traduite en anglais.

## Portrait sur le « mur Zidane »
La reproduction agrandie d'une photo d'elle prise par une amie sur le Vieux Port en 1966, alors qu'elle avait une vingtaine d'années, décore le « mur Zidane », façade d'un immeuble situé sur la Corniche à Marseille,. À l'origine du projet, le street-artiste JR déclare : « Cette œuvre remplace une pub sans vendre quoi que ce soit ». Ce mur publicitaire de 143 m2, géré par la société Jean-Claude Decaux, est connu à Marseille pour avoir affiché de 1998 à 2007, une publicité d'Adidas représentant un portrait géant de Zinédine Zidane, natif de la ville. En juillet 2013, dans le cadre de Marseille, capitale européenne de la culture 2013, la mairie de la ville avait souhaité la mise en place d'une installation artistique sur ce mur. JR qui affichait déjà dans le quartier de la Belle de Mai des reproductions de photos anciennes, avait été invité par La Friche, un lieu culturel du quartier, à proposer quelque chose sur la mémoire du quartier. Il présenta cette photo, trouvée dans la vaste collection des Chercheurs de Midi, un projet participatif mis en place pour cette année de Marseille-Provence 2013 en indiquant : « C'est le mur de Zidane, je me suis dit que pour contrebalancer ce portrait connu, il fallait une personne inconnue… qui représente tout Marseille ! ».

## Publications
Poésie
- En longues rivières cachées, réédition, Saint-Denis, France, Édilivre (2017)
- Femme au profil d'arbre, réédition, Saint-Denis, France, Édilivre (2017)
- La Mémoire des étoiles, Saint-Denis, France, Edilivre, (2017)
- Tissée d'eau et d'ambre/Of Amber Waters Woven, édition bilingue, Victoria, Canada, Ekstasis Editions (2012)
- En longues rivières cachées, Ottawa, Canada, Éditions David (2005).
- Femme au profil d’arbre, Ottawa, Canada, Éditions David (2001).
- Au bord des yeux la nuit, Moncton, Canada, Éditions d’Acadie (1996).

Roman et nouvelles
- Fragments de saisons, nouvelles, Hull, Canada, Éditions Vents d’Ouest (1998).
- Les Maisons de cristal, roman, Montréal, Canada, Éditions Logiques (1990).

En traduction
- In Long Secret Rivers, Victoria, Canada, Ekstasis Editions (2010), traduction de En longues rivières cachées.
- Woman Arborescent, Victoria, Canada, Ekstasis Editions (2005), traduction de Femme au profil d'arbre